# Ruggero Santini
Ruggero Santini (Ventimiglia di Sicilia, 16 aprile 1870 – Roma, 4 aprile 1958) è stato un generale e politico italiano.
Fu governatore della Somalia.

## Biografia
Nacque da una famiglia siciliana nel 1870 e intraprese sin da giovane la carriera militare all'interno del Regio Esercito italiano.
Ammesso in accademia in occasione della leva obbligatoria nel 1890, Entra nei corpi di fanteria e l'11 settembre 1892 venne nominato sottotenente al 12º reggimento fanteria, successivamente passò al Corpo di Stato Maggiore. Promosso al grado di tenente prese parte alla guerra di Abissinia del 1895-96. Dopo la sconfitta di Adua si aggrega alla colonna del generale Antonio Baldissera partecipando alla riconquista del presidio di Adigrat, cui segue per ordine superiore il ritiro entro i confini della colonia in luogo di recuperare altre posizioni perdute dal generale Oreste Baratieri all'indomani di Adua. Combatte nella battaglia dell'Amba Alagi per poi raggiungere l'Eritrea col 21º battaglione di cacciatori d'Africa.  Distintosi in servizio venne promosso al rango di capitano nel 1913 e prese parte alla campagna di Libia in Tripolitania, alla 4ª divisione speciale "Derna" comandata dal generale Giulio Cesare Tassoni, dalla quale uscì come maggiore e dove ottenne una medaglia di bronzo al valor militare partecipando alle operazioni di occupazione dell'altopiano della Cirenaica.
Durante la prima guerra mondiale venne posto in un primo tempo al comando della Brigata Lecce (265º e 266º Reggimento fanteria) del XII Corpo d'armata per poi essere trasferito all'intendenza della 2ª Armata, nell'ambito della quale venne promosso tenente colonnello e trasferito nella stessa intendenza nella zona della Cirenaica. Nel novembre 1917, col grado di colonnello brigadiere, occupò la carica di capoufficio servizi della 5ª Armata. Durante il primo scontro mondiale ottenne la Croce di Cavaliere dell'Ordine militare di Savoia per essersi distinto per valore di comando e personale tra il 15 ed il 29 giugno 1918 sull'altopiano di Asiago (battaglia dei Tre Monti).
Al termine del conflitto mantenne il comando della brigata "Lecce"  e venne destinato come intendente d'armata per le truppe di stanza in Albania e Macedonia. Nel marzo 1921 Santini viene promosso generale di brigata e assunse il comando della Brigata "Friuli" che lasciò nel maggio 1924 per assumere la carica di caporeparto ordinamento e mobilitazione presso il Comando dello Stato Maggiore generale di Roma. Nel febbraio del 1927 venne nominato comandante della 6ª Brigata di fanteria di stanza a Milano.
Nel 1935 torna in Eritrea, al comando del 1º corpo d'armata metropolitano costituito sia da divisioni militari che da raggruppamenti di camicie nere di scarsa formazione. Per circa un anno e mezzo è governatore della Somalia italiana al posto del maresciallo Rodolfo Graziani.
Messo a riposo per limiti di età viene nominato senatore del Regno nella categoria 14 (gli ufficiali generali di terra e di mare), dove si occupa unicamente di provvedimenti di ordinaria amministrazione relativi all'amministrazione delle forze armate. Dopo la caduta del fascismo viene dichiarato decaduto dall'Alta Corte di Giustizia per le Sanzioni contro il Fascismo con sentenza del 31 luglio 1945, confermata dalla Cassazione l'8 luglio 1948.